# Lijst van oorlogsmonumenten in Midden-Delfland
De Nederlandse gemeente Midden-Delfland heeft 2 oorlogsmonumenten. Hieronder een overzicht.
| Nr.  | Object                    | Herdachte groep                                                  | Ontwerper                   | Onthulling | Type       | Locatie                            | Plaats      | Coördinaten                   | Foto                      |
| ---- | ------------------------- | ---------------------------------------------------------------- | --------------------------- | ---------- | ---------- | ---------------------------------- | ----------- | ----------------------------- | ------------------------- |
| 674  | Oorlogsmonument           | allen                                                            | Albert Termote (1887-1978)  | 4 mei 1950 | zuil       | Burg. Musquetiersingel 56, 2636 GG | Schipluiden | 51° 58' 32" NB, 4° 18' 51" OL | Oorlogsmonument           |
| 2070 | Monument aan de Hofsingel | militairen in dienst van het Ned. Kon. na 1945, verzet Nederland | Ir. A. Warnaar (02-09-1903) | 4 mei 1955 | gedenkmuur | Hofsingel, 3155 AL                 | Maasland    | 51° 56' 9" NB, 4° 16' 32" OL  | Monument aan de Hofsingel |

Alblasserdam ·
Albrandswaard ·
Alphen aan den Rijn ·
Barendrecht ·
Bodegraven-Reeuwijk ·
Capelle aan den IJssel ·
Delft ·
Den Haag ·
Dordrecht ·
Goeree-Overflakkee ·
Gorinchem ·
Gouda ·
Hardinxveld-Giessendam ·
Hendrik-Ido-Ambacht ·
Hillegom ·
Hoeksche Waard ·
Kaag en Braassem ·
Katwijk ·
Krimpen aan den IJssel ·
Krimpenerwaard ·
Lansingerland ·
Leiden ·
Leiderdorp ·
Leidschendam-Voorburg ·
Lisse ·
Maassluis ·
Midden-Delfland ·
Molenlanden ·
Nieuwkoop ·
Nissewaard ·
Noordwijk ·
Oegstgeest ·
Papendrecht ·
Pijnacker-Nootdorp ·
Ridderkerk ·
Rijswijk ·
Rotterdam ·
Schiedam ·
Sliedrecht ·
Teylingen ·
Vlaardingen ·
Voorne aan Zee ·
Voorschoten ·
Waddinxveen ·
Wassenaar ·
Westland ·
Zoetermeer ·
Zoeterwoude ·
Zuidplas ·
Zwijndrecht